# 火药
火藥在广义上指所有可以用作发射药的可燃性粉末。学术界一般认为火药发明于7世纪的中国，为当时中国术士炼制长生不老药时意外得到的副产品。火药配方的书面记载可早至唐代的《太上圣祖金丹秘诀》。火药的发明同时也促生了烟花和原始火器在中国的出现，其后火器也相继在阿拉伯、欧洲和印度等地出现，而一般认为欧洲的火药技术得自阿拉伯人的技术传播。西方最早有关火药的书面记录可见于英国哲学家罗吉尔·培根于13世纪的记录。

## 歷史

### 炼丹家的原始火药

#### 唐
唐初医学家孙思邈（581—682）在《丹经内伏硫磺法》中记载硝石、硫磺和炭化皂角子混合后用火点燃后能猛烈燃烧。
8世纪时中国炼丹家发明以硝石硫黄木炭为主要原料的“伏火硫黄法”：硫黄硝石各二两，研末，放在沙罐中，再将沙罐放在地坑中，四面填土，与地平，将三个皂角子，燃烧存性，用钳子逐个放入沙罐中，等到火灭之后，在罐口加木炭三斤，煅烧，到炭消三分之一，去余火，冷收之。用伏火法煅烧出来的物质，虽然还不是火药，但已经开始将硝石，硫黄，和木炭一同煅烧了。
唐元和三年（808年）炼丹家清虚撰的《太上圣祖金丹秘诀》记载了“伏火矾法”：以硫黄二两硝石二两，马兜铃三两半，研末，拌匀，入罐，放入地坑中与地平，将弹子大小的烧红的木炭，放入罐内，烟起，用湿纸四五重覆盖，再用两块砖压上，用土掩埋”。伏火矾法比伏火硫黄法前进了一大步，伏火硫黄法的硝石硫黄混合物，因没有碳素，燃烧过程容易被融化的硫黄中断，为了补救，放入皂角子，使燃烧继续进行。伏火矾法则将硝石，硫黄，含碳的马兜铃一同混合，成为原始火药。
成书于9世纪中叶至五代的《真元妙道要略》（一说郑思远所著）记载：“有以硫磺、雄黄合硝石并蜜烧之，焰起，烧手面及烬屋舍者。”

### 炼丹家对硝石硫黄化学性质的研究
魏晋南北朝《三十六水法》记载32个包含硝石的丹方。魏伯陽的《周易参同契》记载硫黄和水银的化合实验。陶弘景《本草经集注》首创用火焰的颜色辨别硝石的方法：“强烧之，紫青烟起，云是真消石也”。

### 发明

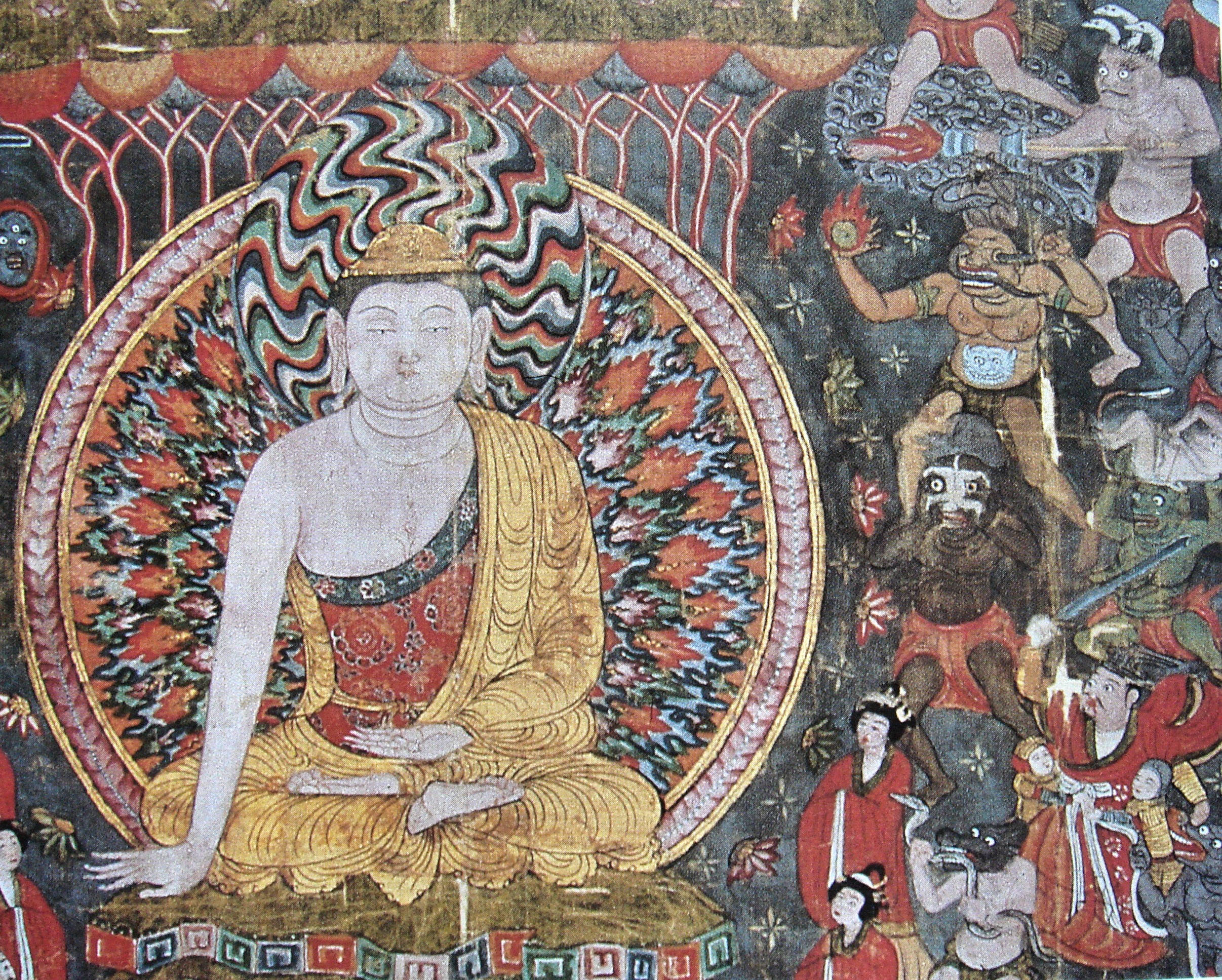
十世纪五代时期的敦煌（时属归义军）壁画，目前所知最早的关于火枪和手榴弹（右上方）的描绘。世界上最早的金属火銃出土于中国黑龙江，制作年代为1288年，现藏黑龙江省博物馆。

火藥是中國古代四大發明之一。英国傳教士麦都思指出：“中国人的发明天才，很早就表现在多方面。中国人的四大發明（造紙術、指南針、火藥、印刷術），对欧洲文明的发展，提供异乎寻常的推动力”。恩格斯在1857年发表的《炮兵》中写道：“在中国，还在很早的时期就用硝石和其他引火剂混合制成了烟火药，并把它使用在军事上和盛大典礼中”。
硝石是火药的关键构成之一，火药配方最早在公元9世纪晚唐时期的炼丹书籍中就有记载。 
公元904年，楊行密軍圍攻豫章（今江西南昌），部將鄭璠命所部“發機飛火，燒龍沙門，率壯士突火先登入城，焦灼被體”，这是火药最早使用于军事记载，最早的火药武器则出现在五代时期的敦煌壁画。

### 影响
北宋《太平玉览》引《范子叶然》的记载，春秋时代有一位范子然说“硝石出陇道”。南朝梁陶弘景《名医别录》记载“扑硝生益州，……色青白者佳”，“硝石生益州及武都，陇西，西羗”，“硝石，味辛，大寒无毒，主治十二经中百二十疾。天地至神之物”。唐苏敬等编《新修本草》记载“朴硝今出益州北部汶山郡，生山崖上，色青白，亦杂黑斑”。东汉《神农本草经》记载“消石，味苦寒，主五脏积热，胃涨闭，涤去蓄结饮食，推陈致新，除邪气”。
北宋《武经总要》的三种火药方含硝量50%、48.5%、38.5%，均低于基本的黑火药含硝量（75%）。此外，在金人统治下的西安附近曾出土了火药石，据研究含硝量为60%，比北宋《武经总要》要高。
北宋
《武经总要》火药方之一

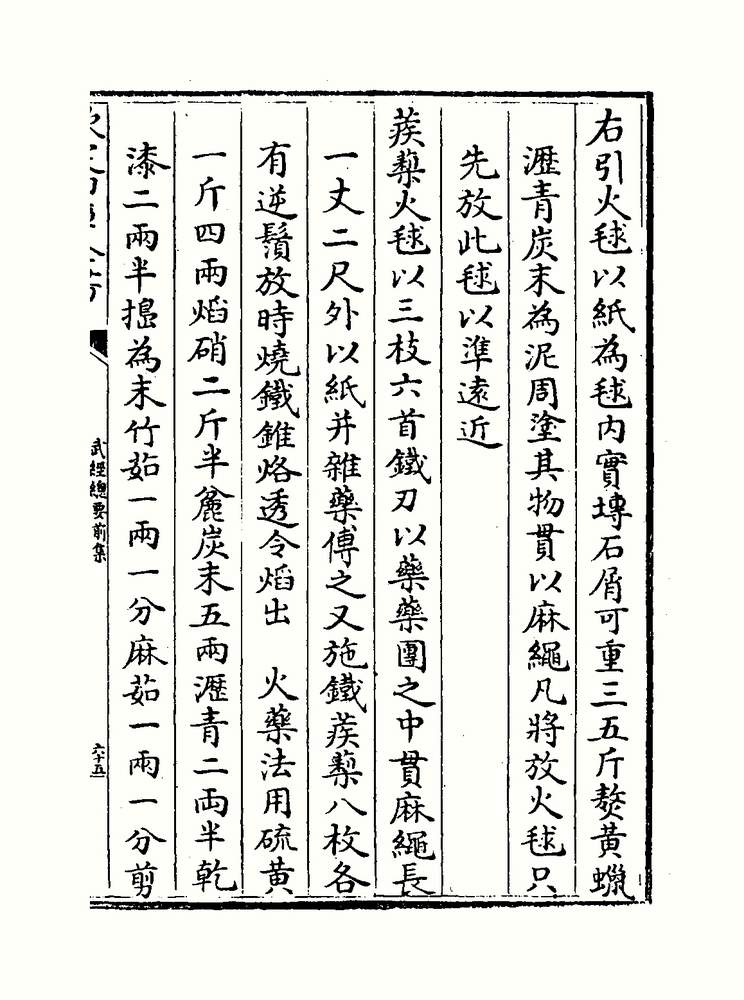
武经总要全前集卷十二火药制法

1044年《武经总要》中作者曾公亮、丁度和楊惟德已经记载三种複雜的火药配方，和利用火药制造霹雳火球、鐵嘴火鷂等炸弹。
“蒺藜火球……火藥法：用硫黃一斤四兩，焰硝二斤半，粗炭末五兩，瀝青二兩半，乾漆二兩半，搗為末；竹茹一兩一分，麻茹一兩一分，剪碎，用桐油、小油各二兩半，蠟二兩半，熔汁和之。外傅用紙十二兩半，麻一十兩，黃丹一兩一分，炭末半斤，以瀝青二兩半，黃蠟二兩半，熔汁和合，周塗之……”。
此火药方含硝石，硫黄，含碳物的比例为50%：25%：25%”。
《武经总要》火药方之二
“火球……火藥法：晉州硫黃十四兩，窩黃七兩，焰硝二斤半，麻茹一兩，乾漆一兩，砒黃一兩，定粉一兩，竹茹一兩，黃丹一兩，黃蠟半兩，清油一分，桐油半兩，松脂一十四兩，濃油一分……”。
其中硝石，硫黄，含碳物的比例为50.6%：26.6%：22.8%”。
《武经总要》火药方之三
毒烟球“火药法”：“球重五斤。用硫磺十五兩、焰硝一斤十四两、草乌头五两、芭豆五两、狼毒五两、桐油二两半、小油二两半、木炭末五两、沥青二两半、砒霜二两、黄蜡一两、竹茹一两一分、麻茹一两二分，捣合为球，贯之以麻绳一条长一丈二尺，重半斤为弦子。更以故纸一十二两半，麻皮十，沥青二两半，黄蜡二两半，黄丹一两一分，炭末半斤，捣合涂傅于外。若其气熏人，则口鼻血出。"
其中硝石，硫黄，含碳物的比例为49.06%：24.8%：26.6%”。
武经总要中还记述，使用火药為兵器，以火箭和投石機搭載的炸彈形式出現。

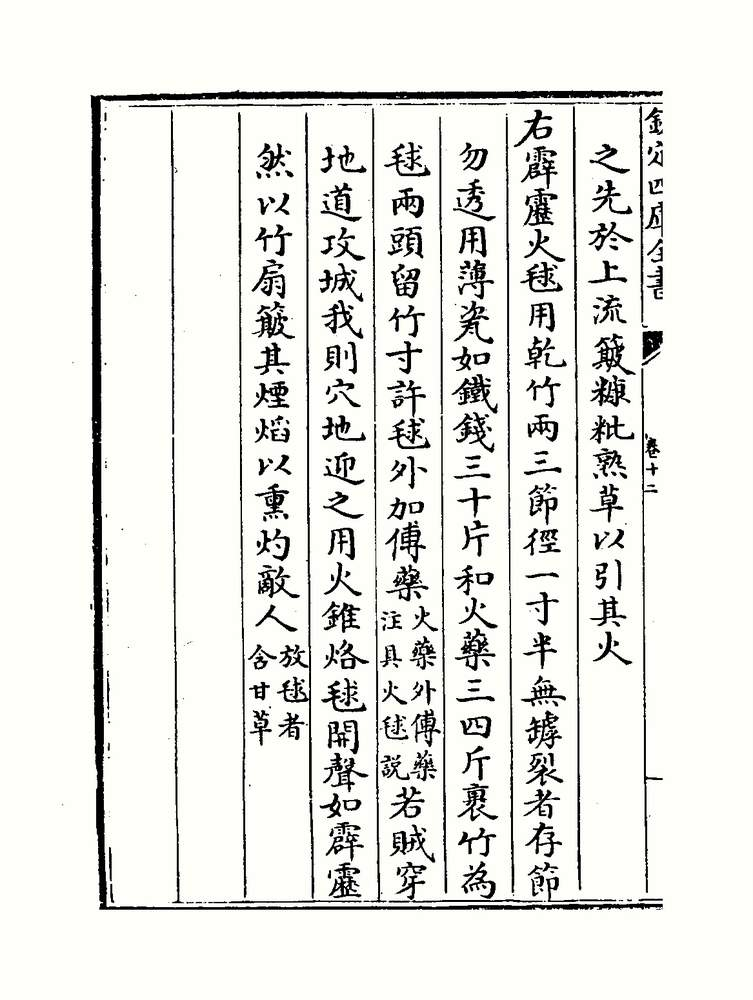
霹雳火球制法
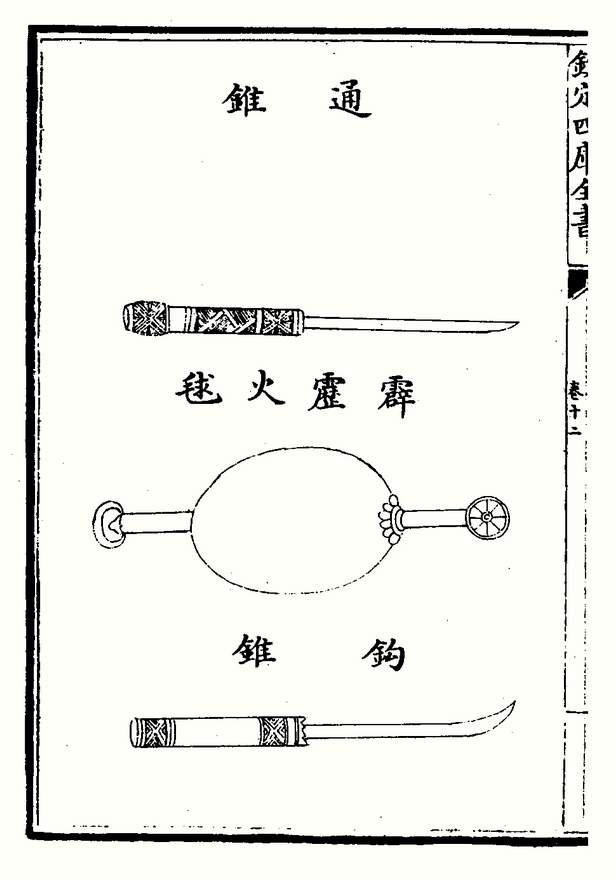
霹雳火球图
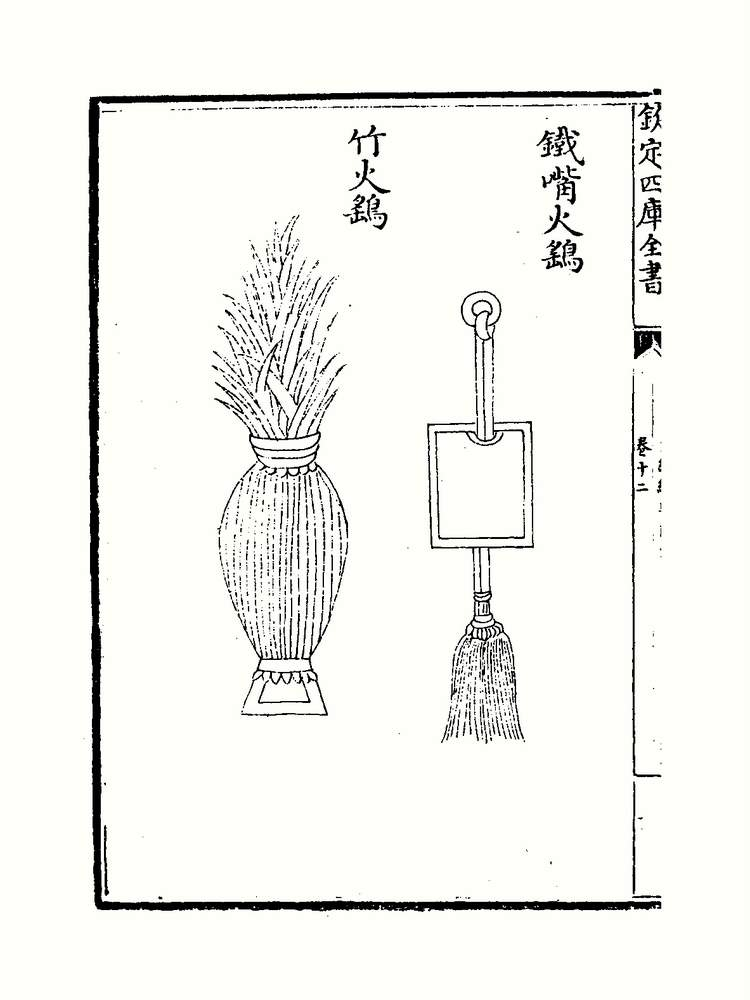
武经总要竹火鷂鐵嘴火鷂
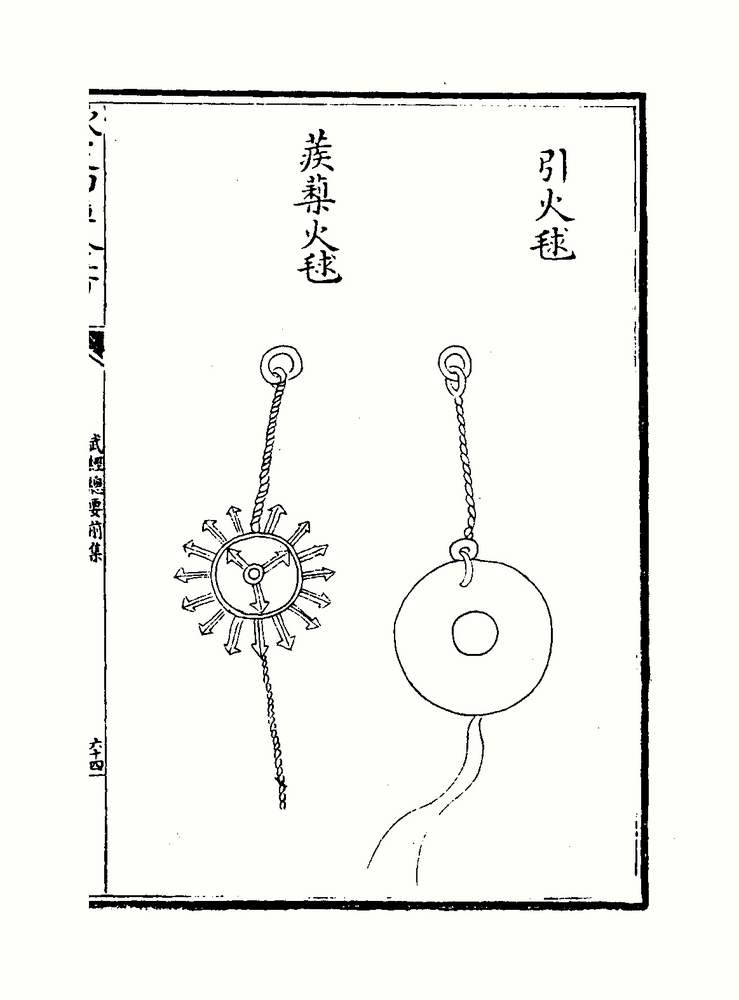
武经总要火球图
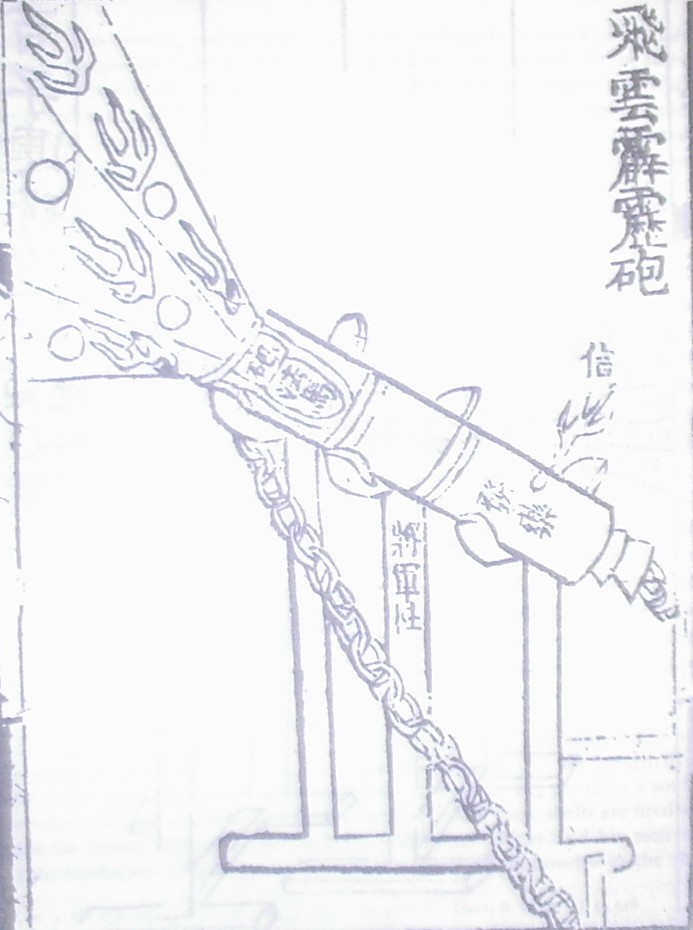
火龙经霹雳炮
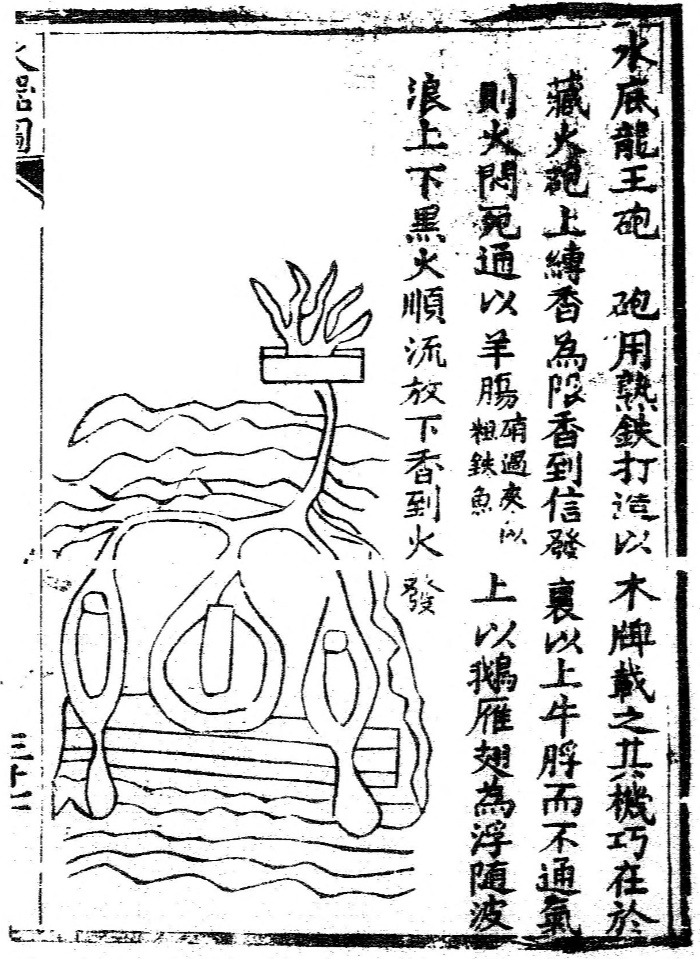
火龙经水雷

1232年，南宋寿春县有人发明竹筒火枪，被使用來發射瓦土彈頭。南宋陈规著《守城录》已记载有铜铁制成的火炮。
現時找到最古早的金屬製大炮約製作於1323年。但是元朝（1279年～1368年）之前的蒙古人有使用大炮來對抗當時的俄羅斯人，當時歐洲的罗吉尔·培根於1248年就有記載於其著作中。
1240年前后，阿拉伯人从中国获得到火药的知识，称来自东方的硝石为“中国雪”，他们还知道烟花爆竹，称之为“中国花”，又称火箭为“中國箭”。
在1304年阿拉伯人亦將黑火藥應用在軍事上，放在竹或鐵製的管內，以射擊箭枝。
一直到19世紀為止，黑火藥都是唯一知道存在的推進燃料以及炸藥。
歐洲方面，最早有大炮的紀錄則為1313年於比利時根特市出口的大炮。而於14世紀中期，不論是中國還是歐洲的文獻也有非常多的大炮使用紀錄。其實火藥中只有三種成分是有用的，亦是最先明白主要有效成分為硝酸鉀。
在14世纪后期的欧洲，人们通过烘干法来改良火药。即将火药干燥成小块，以提高燃烧性和稠度。
無論是歐洲還是中國，製作火藥兵器的最大問題，還是難以生產能夠承受火藥爆炸力的炮管/槍管。所以歐洲亦有傳說中國只使用火藥來作煙火和炮仗。事實是13、14世紀以後，中國還是有大量使用大炮和火箭。例如北京的矮厚城牆，作用就是用來防禦炮擊的。而明朝（公元1368～1644年）的首都亦在1421年由南京移往北京，相傳就是因為南京附近的山脈都是極佳的侵入者對南京炮擊地點。值得注意的是當時的明朝軍隊已經會步、炮（槍）、騎配合，並在一些戰爭中使用過三線戰法。
根據日本的紀錄表示，在葡萄牙人在1543年於種子島登陸（或應說是撞船意外）前，日本並沒有（或已失傳）手持的火藥兵器。而元朝大量使用火藥似乎就是使火藥兵器興起的原因，不過之間仍偶有使用舊式攻城器械如投石機。
而在歐洲，15～17世紀則是火藥兵器獲得大量發展的時代。因為冶金術的進步，使得手持火藥兵器逐漸改良。而火炮的技術亦漸漸超越由中國傳入的技術。這些火炮技術則在後來由耶穌會的傳教士傳回至中國，而這些傳教士亦被當時（明末清初）的皇帝任命為製作大炮的負責人。例如，清朝初年三藩之亂時，康熙皇帝便命令當時任時於欽天監的耶穌會教士南懷仁，製造大量新式火砲，以對付自雲南起亂的吳三桂，其中最為有名的火砲稱作「武成永固大將軍砲」，這是一種銅砲，重3公噸、砲長310公分、口徑12.5公分、用藥5斤、生鐵砲子10斤。
17世紀後期，歐洲的黑火藥亦用在非軍事用途上，例如採礦，築路等。
於19世紀中後期，因為發明了無煙火藥、硝酸甘油以及硝化纤维（硝酸綿）等炸藥和發射藥，而使得黑火藥被這些炸藥所取代。黑火藥被用作和平用途，例如煙火、鞭炮等。